# Kågen
Kågen (sami septentrional: Gávvir) és una illa al municipi de Skjervøy, comtat de Troms, Noruega. Té una superfície de 85,7 quilòmetres quadrats i l'illa és la llar de 27 habitants (2001). L'illa és muntanyosa, amb diversos cims de més de 1.000 metres sobre el nivell del mar. El punt més alt és de 1.228 metres d'altura; la muntanya Store Kågtind. Kågen és la cinquanta-dosena illa més gran de Noruega.
Hi ha una connexió de ferri amb Arnøya al nord, i un túnel submarí connecta l'illa amb el continent al sud. L'illa està envoltada de molts illots.